# Michael Balcon
Michael Balcon (Birmingham, 19 maggio 1896 – Hartfield, 17 ottobre 1977) è stato un produttore cinematografico inglese che realizzò i primi film di Alfred Hitchcock.

## Biografia

### Giovinezza
Michael Balcon era il quarto di cinque figli di Louis Balcon e di sua moglie Laura Greenberg, immigrati litvak provenienti dalla Lettonia, allora parte dell'Impero Russo. Cresciuto in una famiglia rispettabile, ma di modeste condizioni, nel 1907 vinse una borsa di studio al George Dixon Grammar School di Birmingham. Dovette però abbandonare la scuola nel 1913 a causa dei problemi finanziari della sua famiglia, trovando un'occupazione come apprendista gioielliere. Riformato al servizio militare nella prima guerra mondiale a causa di difetti di vista, nel 1915 andò a lavorare per la Dunlop Rubber Company.

### Famiglia
Nel 1924 Balcon sposò Aileen Leatherman Freda, figlia di Max Jacobs e Leatherman Beatrice, nata nel Middlesex, ma cresciuta a Johannesburg. Il loro fu un matrimonio felice e durò fino alla morte di Balcon. Ebbero due figli: Jill (1925-2009), madre dell'attore Daniel Day-Lewis, e Jonathan, nato nel 1931.

### Carriera
Il suo amico Victor Saville gli suggerì di inserirsi nel mondo del cinema in una piccola casa di distribuzione fondata nel 1919. Nel 1921 Balcon e il regista Graham Cutts formarono la Gainsborough Pictures, che nel 1923 produsse il film L'ultima danza, diretto da Cutts stesso e scritto da Alfred Hitchcock. Vedendo il giovane Hitchcock al lavoro come designer, sceneggiatore e assistente alla regia, Balcon credette in lui e gli offrì di dirigere il suo primo film Il labirinto delle passioni (1925), cui seguirono L'aquila della montagna (1926), Il pensionante (1927), Il declino (1927), Virtù facile (1928), L'uomo che sapeva troppo (1934), Il club dei 39 (1935), Amore e mistero (1936) e Sabotaggio (1936).
La Gainsborough fu successivamente assorbita dalla Gaumont Pictures; Balcon continuò l'attività di produttore, aiutando nel 1933 l'attore Conrad Veidt in fuga dalla Germania nazista. Tornato da un viaggio negli Stati Uniti nel 1936, trovò la Gaumont in rovina finanziaria e lavorò per un breve periodo per la MGM. Nel 1938 nacquero gli Ealing Studios, che fino agli anni '50 produssero decine di film. Era convinzione di Balcon che, per raggiungere il successo internazionale, un film doveva possedere un carattere nazionale forte e identificabile; i più noti di questi film furono le commedie con Alec Guinness Sangue blu (1949), L'incredibile avventura di Mr. Holland (1951), Lo scandalo del vestito bianco (1951) e La signora omicidi (1955), e l'avventuroso La tragedia del capitano Scott, girato nel 1948, anno in cui Balcon fu nominato cavaliere, e che verrà parodiato nel 1970 in una puntata della serie Monty Python's Flying Circus.
Dopo che la Ealing passò alla BBC nel 1955, fondò la Brynston Films, una società di produzione indipendente. L'ultimo film a cui lavorò come produttore esecutivo fu Tom Jones (1963). Anche se ufficialmente in pensione, dopo questa data, Balcon continuò a incoraggiare i giovani registi e fu presidente del British Film Institute. Morì nel 1977. Quando, nel 1989, suo nipote Daniel Day-Lewis vinse il suo primo Academy Award per Il mio piede sinistro, dichiarò di accettarlo "in onore del nonno, Michael Balcon".

## Filmografia
- L'ultima danza (Woman to Woman), regia di Graham Cutts (1923)
- L'ombra bianca (The White Shadow), regia di Graham Cutts (1924)
- L'avventura appassionata (The Passionate Adventure), regia di Graham Cutts (1924)
- The Prude's Fall, regia di Graham Cutts (1924)
- Il furfante (Die Prinzessin und der Geiger), regia di Graham Cutts (1925)
- The Rat, regia di Graham Cutts (1925)
- Il labirinto delle passioni (The Pleasure Garden), regia di Alfred Hitchcock (1925)
- The Blunderland of Big Game, regia di Adrian Brunel - cortometraggio (1925)
- So This Is Jollygood, regia di Adrian Brunel - cortometraggio (1925)
- Cut It Out: A Day in the Life of a Censor, regia di Adrian Brunel - cortometraggio (1925)
- Battling Bruisers, regia di Adrian Brunel - cortometraggio (1925)
- A Typical Budget, regia di Adrian Brunel - cortometraggio (1925)
- The Mountain Eagle, regia di Alfred Hitchcock (1926)
- The Triumph of the Rat, regia di Graham Cutts (1926)
- The Sea Urchin, regia di Graham Cutts (1926)
- Il pensionante (The Lodger: A Story of the London Fog), regia di Alfred Hitchcock (1927)
- Blighty, regia di Adrian Brunel (1927)
- The Queen Was in the Parlour, regia di Graham Cutts (1927)
- Il declino (Downhill), regia di Alfred Hitchcock (1927)
- The Rolling Road, regia di Graham Cutts (1927)
- Der Geisterzug, regia di Géza von Bolváry (1927)
- One of the Best, regia di T. Hayes Hunter (1927)
- Virtù facile (Easy Virtue), regia di Alfred Hitchcock (1928)
- The Constant Nymph, regia di Adrian Brunel (1928)
- The Vortex, regia di Adrian Brunel (1928)
- Balaclava la valle della morte (Balaclava), regia di Maurice Elvey e Milton Rosmer (1928)
- A South Sea Bubble, regia di T. Hayes Hunter (1928)
- A Light Woman, regia di Adrian Brunel (1928)
- The First Born, regia di Miles Mander (1928)
- The Lady of the Lake, regia di James A. FitzPatrick (1928)
- The Return of the Rat, regia di Graham Cutts (1929)
- The Crooked Billet, regia di Adrian Brunel (1929)
- Taxi for Two, regia di Denison Clift e Alexander Esway (1929)
- Woman to Woman, regia di Victor Saville (1929)
- City of Play, regia di Denison Clift (1929)
- Armistice, regia di Victor Saville - cortometraggio (1929)
- A Warm Corner (1930)
- The Walsh Brothers (1930)
- The Volga Singers (1930)
- Toyland (1930)
- Third Time Lucky (1930)
- Pete Mandell and His Rhythm Masters No. 1 (1930)
- Pete Mandell and His Rhythm Masters No. 2 (1930)
- Martini and His Band No. 1 (1930)
- Martini and His Band No. 2 (1930)
- Lewis Hardcastle's Dusky Syncopaters (1930)
- Hal Swain and His Sax-O-Five (1930)
- Gypsy Land (1930)
- George Mozart in Domestic Troubles (1930)
- Ena Reiss (1930)
- Elsie Percival and Ray Raymond (1930)
- Dusky Melodies (1930)
- Dick Henderson (1930)
- Classic v Jazz (1930)
- The Blue Boys No. 1 (1930)
- The Blue Boys No. 2 (1930)
- Black and White (1930)
- Billie Barnes (1930)
- Ashes (1930)
- Al Fresco (1930)
- Symphony in Two Flats (1930)
- Who Killed Doc Robin? (1931)
- Wee Hoose Among the Heather (1931)
- Tobermory (1931)
- The Stronger Sex (1931)
- Somebody's Waiting for Me (1931)
- She Is Ma Daisy (1931)
- The Saftest of the Family (1931)
- Roaming in the Gloaming (1931)
- Nanny (1931)
- I Love to Be a Sailor (1931)
- I Love a Lassie (1931)
- Hot Heir (1931)
- Bull Rushes (1931)
- The Ringer (1931)
- Aroma of the South Seas (1931)
- Night in Montmartre (1931)
- The Man They Couldn't Arrest (1931)
- The Ghost Train (1931)
- Hindle Wakes (1931)
- Michael and Mary (1931)
- Dr. Josser, K.C. (1931)
- Sunshine Susie, regia di Victor Saville (1931)
- A Gentleman of Paris (1931)
- The Midshipmaid (1932)
- Marry Me (1932)
- Love on Wheels (1932)
- Lord Babs (1932)
- The Frightened Lady (1932)
- Le Chien des Baskerville (1932)
- White Face (1932)
- The Faithful Heart (1932)
- Jack's the Boy (1932)
- There Goes the Bride (1932)
- Rome Express (1932)
- After the Ball (1932)
- Orders Is Orders (1933)
- The Man from Toronto (1933)
- Leave It to Smith (1933)
- It's a Boy (1933)
- Britannia of Billingsgate (1933)
- The Good Companions (1933)
- Sleeping Car (1933)
- The Ghoul (1933)
- I Was a Spy (1933)
- Turkey Time (1933)
- The Constant Nymph (1933)
- Wild Boy (1934)
- L'uomo che sapeva troppo (The Man Who Knew Too Much), regia di Alfred Hitchcock (1934)
- The Clairvoyant (1934)
- Jack Ahoy (1934)
- Princess Charming (1934)
- L'uomo di Aran (Man of Aran), regia di Robert J. Flaherty (1934)
- Evergreen (1934)
- Soldiers of the King (1934)
- A Cup of Kindness (1934)
- Chu Chin Chow, regia di Walter Forde (1934)
- Red Ensign (1934)
- My Song for You (1934)
- Jew Süss (1934)
- The Camels Are Coming (1934)
- Il duca di ferro (The Iron Duke), regia di Victor Saville (1934)
- Things Are Looking Up (1935)
- Oh, Daddy! (1935)
- Lady in Danger (1935)
- The Guv'nor (1935)
- Foreign Affaires (1935)
- Car of Dreams (1935)
- Bulldog Jack, regia di Walter Forde (1935)
- Brown on Resolution (1935)
- Il club dei 39 (The 39 Steps), regia di Alfred Hitchcock (1935)
- Me and Marlborough (1935)
- The Tunnel (1935)
- First a Girl (1935)
- King of the Damned (1935)
- Rhythm in the Air (1936)
- All In (1936)
- The First Offence (1936)
- Tudor Rose (1936)
- Pot Luck (1936)
- Amore e mistero (Secret Agent), regia di Alfred Hitchcock (1936)
- Where There's a Will (1936)
- The Man Who Changed His Mind (1936)
- Everybody Dance (1936)
- Sabotaggio (Sabotage), regia di Alfred Hitchcock (1936)
- Jack of All Trades (1936)
- Windbag the Sailor (1936)
- Take My Tip (1937)
- Doctor Syn (1937)
- Sailing Along (1938)
- A Yank at Oxford (1938)
- The Gaunt Stranger (1938)
- Climbing High (1938)
- The Ware Case (1938)
- Happy Families (1939)
- Let's Be Famous (1939)
- Dangerous Comment (1940)
- All Hands (1940)
- The Big Blockade (1940)
- Now You're Talking (1940)
- The Proud Valley (1940)
- Let George Do It! (1940)
- Convoy (1940)
- Sailors Three (1940)
- The Ghost of St. Michael's (1941)
- Go to Blazes (1942)
- Ships with Wings (1942)
- The Black Sheep of Whitehall (1942)
- Next of Kin (1942)
- The Foreman Went to France (1942)
- The Goose Steps Out (1942)
- Went the Day Well? (1942)
- Nine Men (1943)
- The Bells Go Down (1943)
- Undercover (1943)
- My Learned Friend (1943)
- San Demetrio London (1943)
- The Halfway House (1944)
- For Those in Peril (1944)
- Fiddlers Three (1944)
- Champagne Charlie (1944)
- The Return of the Vikings (1945)
- Painted Boats (1945)
- Dead of Night (1945)
- Johnny Frenchman (1945)
- Pink String and Sealing Wax (1946)
- The Captive Heart (1946)
- The Overlanders (1946)
- Hue and Cr (1947)
- Nicholas Nickleby (1947)
- The Loves of Joanna Godden (1947)
- Frieda (1947)
- It Always Rains on Sunday (1947)
- Against the Wind (1948)
- Saraband for Dead Lovers (1948)
- Another Shore (1948)
- Scott of the Antarctic (1948)
- Passport to Pimlico (1949)
- Kind Hearts and Coronets (1949)
- Whisky Galore! (1949)
- Train of Events (1949)
- A Run for Your Money (1949)
- The Blue Lamp (1950)
- Bitter Springs (1950)
- La gabbia d'oro (Cage of Gold), regia di Basil Dearden (1950)
- The Magnet (1950)
- Pool of London (1951)
- The Lavender Hill Mob (1951)
- The Man in the White Suit (1951)
- Where No Vultures Fly (1951)
- Mandy (1952)
- The Cruel Sea (1953)
- The Titfield Thunderbolt (1953)
- The Square Ring (1953)
- Meet Mr. Lucifer (1953)
- The Love Lottery (1954)
- The Maggie (1954)
- Lease of Life (1954)
- The Divided Heart (1954)
- Out of the Clouds (1955)
- The Night My Number Came Up (1955)
- La signora omicidi (The Ladykillers), regia di Alexander Mackendrick (1955)
- Who Done It? (1956)
- The Feminine Touch (1956)
- The Long Arm (1956)
- The Man in the Sky (1957)
- The Shiralee (1957)
- Barnacle Bill (1957)
- Dunkirk (1958)
- Nowhere to Go (1958)
- The Siege of Pinchgut (1959)
- The Scapegoat (1959)
- The Long and the Short and the Tall (1961)
- Tom Jones, regia di Tony Richardson (1963)

## Onorificenze
Cavaliere de l'Ordine dell'Impero Britannico, Regno Unito (1948)